# Just Bing (litteraturhistoriker)

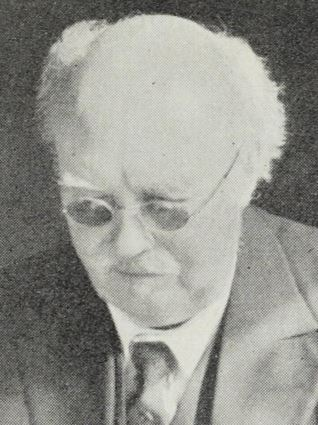
Just Bing.

Just Johan Bing, född den 24 april 1866, död den 23 januari 1954, var en norsk litteraturhistoriker.
Bing blev filosofie doktor 1894 och var universitetsstipendiat 1895-1901. Han blev stiftsarkivarie, senare statsarkivarie i Bergen 1903. Han utövade ett omfattande författarskap inom litteraturhistorien och litteraturkritikens område. Han var lärjunge till Émile Faguet och intresserade sig i sin forskning mycket för den psykologiska analysen av författarna. Bland hans arbeten kan nämnas Norske digte og digtere (1898), Europas Literaturhistorie i det 19:e Aarhundrede (1906, svensk översättning som andra delen i Sylwan-Bings "Europas litteraturhistoria"), Ibsens Brand (1920), och Ludvig Holberg (1917).